# Чивиталупарела
Чивиталупарѐла (на италиански: Civitaluparella, на местен диалект la Civëtë, ла Чивътъ) е село и община в Южна Италия, провинция Киети, регион Абруцо. Разположено е на 903 m надморска височина. Населението на общината е 375 души (към 2010 г.).